# Olevský rajón
Olevský rajón (ukrajinsky Олевський район) byl rajón v Žytomyrské oblasti na Ukrajině. Hlavním městem byl Olevsk a rajón měl přibližně 41 tisíc obyvatel. 

## Sídla v rajónu
- Bučmany
- Dibrova
- Družba
- Novi Bilokorovyči
- Novoozerjanka
- Olevsk